# یواس‌اس ال‌اس‌تی-۵۰۷
یواس‌اس ال‌اس‌تی-۵۰۷ (به انگلیسی: USS LST-507) یک کشتی بود که طول آن ۳۲۸ فوت (۱۰۰ متر) بود. این کشتی در سال ۱۹۴۳ ساخته شد.